# Harbeck
Harbeck ist ein Ort in Radevormwald im Oberbergischen Kreis  im nordrhein-westfälischen Regierungsbezirk Köln in Deutschland.

## Lage
Der Ort liegt im Nordosten von Radevormwald in der Nähe der Stadtgrenze zu Ennepetal. Die Nachbarorte heißen Wönkhausen, Niederwönkhausen, Umbeck und Plumbeck. Verkehrstechnisch angebunden ist der Ort über die Kreisstraße 9, die von Wellringrade nach Breckerfeld führt.
Politisch im Stadtrat von Radevormwald vertreten wird Harbeck durch den Direktkandidaten des Wahlbezirks 170.

## Geschichte
1469  wurde der Ort das erste Mal urkundlich erwähnt und zwar "Hz. Gerhard von Jülich-Berg verleiht dem Rutger Haken Mahlzwang über 22 Häuser bei Radevormwald."
Schreibweise der Erstnennung: Hairbeck